# Tobias Lütke
 (janvier 2022).
La mise en forme du texte ne suit pas les recommandations de Wikipédia : il faut le « wikifier ».
Les points d'amélioration suivants sont les cas les plus fréquents. Le détail des points à revoir est peut-être précisé sur la page de discussion.
- Les titres sont pré-formatés par le logiciel. Ils ne sont ni en capitales, ni en gras.
- Le texte ne doit pas être écrit en capitales (les noms de famille non plus), ni en gras, ni en italique, ni en « petit »…
- Le gras n'est utilisé que pour surligner le titre de l'article dans l'introduction, une seule fois.
- L'italique est rarement utilisé : mots en langue étrangère, titres d'œuvres, noms de bateaux, etc.
- Les citations ne sont pas en italique mais en corps de texte normal. Elles sont entourées par des guillemets français : « et ».
- Les listes à puces sont à éviter, des paragraphes rédigés étant largement préférés. Les tableaux sont à réserver à la présentation de données structurées (résultats, etc.).
- Les appels de note de bas de page (petits chiffres en exposant, introduits par l'outil «  Source ») sont à placer entre la fin de phrase et le point final[comme ça].
- Les liens internes (vers d'autres articles de Wikipédia) sont à choisir avec parcimonie. Créez des liens vers des articles approfondissant le sujet. Les termes génériques sans rapport avec le sujet sont à éviter, ainsi que les répétitions de liens vers un même terme.
- Les liens externes sont à placer uniquement dans une section « Liens externes », à la fin de l'article. Ces liens sont à choisir avec parcimonie suivant les règles définies. Si un lien sert de source à l'article, son insertion dans le texte est à faire par les notes de bas de page.
- La présentation des références doit suivre les conventions bibliographiques. Il est recommandé d'utiliser les modèles {{Ouvrage}}, {{Chapitre}}, {{Article}}, {{Lien web}} et/ou {{Bibliographie}}. Le mode d'édition visuel peut mettre en forme automatiquement les références.
- Insérer une infobox (cadre d'informations à droite) n'est pas obligatoire pour parachever la mise en page.

Pour une aide détaillée, merci de consulter Aide:Wikification.
Si vous pensez que ces points ont été résolus, vous pouvez retirer ce bandeau et améliorer la mise en forme d'un autre article.
Tobias Lütke, Tobi Lütke, né le 16 juillet 1981 à Coblence (Allemagne),, est le fondateur et PDG de Shopify, une entreprise de commerce électronique basée à Ottawa, Ontario, Canada,,,,. Il a fait partie de l'équipe principale du framework Ruby on Rails et a créé des bibliothèques open-source telles que Active Merchant.

## Biographie

### Enfance et débuts
Lütke est né en 1981. Il a reçu un Schneider CPC (marque allemande de l'ordinateur personnel Amstrad Color distribué par Schneider Rundfunkwerke AG) de ses parents à l'âge de six ans,. Vers 11 ou 12 ans, il a commencé à réécrire le code des jeux auxquels il jouait et à modifier le matériel informatique comme passe-temps. Lütke a abandonné l'école et est entré dans un programme d'apprentissage à la Koblenzer Carl-Benz-School pour devenir programmeur informatique après la dixième année,. Il a déménagé de l'Allemagne au Canada en 2002,.

### Carrière

#### Snowdevil
En 2004, Lütke, avec ses partenaires, Daniel Weinand et Scott Lake, a lancé Snowdevil, une boutique de snowboard en ligne,,. Lütke a construit une nouvelle plateforme de commerce électronique pour le site, en utilisant Ruby on Rails,,. 

#### Shopify
Peu de temps après, les fondateurs de Snowdevil ont déplacé leur attention des snowboards vers le commerce électronique et ont lancé Shopify en 2006,,. Il détient actuellement 7% de Shopify, qui est devenu public en 2015.
Le 8 septembre 2021, il a été annoncé que Lütke, ainsi que les anciens et actuels cadres supérieurs de Shopify et Celtic House Venture Partners, avaient investi 3 millions de dollars dans Creative Layer, "une plate-forme mondiale d'impression à la demande personnalisée pour la gestion des commandes Shopify, des épreuves, de l'exécution, et les membres de l'équipe".

## Distinctions
The Globe and Mail a nommé Lütke "PDG de l'année" en novembre 2014,. Lütke a reçu la Croix du service méritoire le 5 novembre 2018 pour son travail de soutien à la croissance de l'industrie technologique canadienne.